# معطي بشير
معطي بشير:(1942م-2004م) مؤلف وملحن جزائري, ألف معطي البشير العديد من الاغاني التي أداها عدد كبير من المغنيين الجزائريين منهم سلوى وصليحة الصغيرة ونورة وخليفي أحمد ونرجس وعبد القادر شاعو.

## حياته
ولد معطي بشير يوم 05 أفريل 1942 ببسكرة. وشرع بشير امبركي المعروف بمعطي بشير مشواره الدراسي ببسكرة قبل الانتقال إلى باريس لمتابعة دراسات في الموسيقى من 1960 إلى 1962.
في سنة 1963 بدأ مشواره الفني كمغني بإذاعة الجزائر حيث سجل أكثر من 25 أغنية أشهرها  من يصبرني  الذي أداها لأول مرة سنة 1966 ولكنه اشتهر أكثر كمؤلف وملحن.
وانقطع معطي بشير بسبب إصابته مرض خطير عن التأليف سنة 1992 وهي السنة التي أحصى له فيها الديوان الوطني لحقوق المؤلف نحو 400 قطعة موسيقية في مختلف الأنواع والطباع

## وفاته
وافته المنية يوم الخميس 08 جانفي 2004 بباريس على إثر مرض عضال.